# Antwerpen-Centraal
Antwerpen-Centraal (fr. Anvers-Central) – główna stacja kolejowa Antwerpii. Jeden z największych dworców w Belgii. Połączenia krajowe ze wszystkimi większymi miastami Belgii, połączenia międzynarodowe m.in. z Paryżem i Lille (Francja), Hagą i Amsterdamem (Holandia).
Ze względu na spektakularną architekturę dworzec bywa nazywany Kolejową Katedrą (hol. Spoorwegkathedraal).

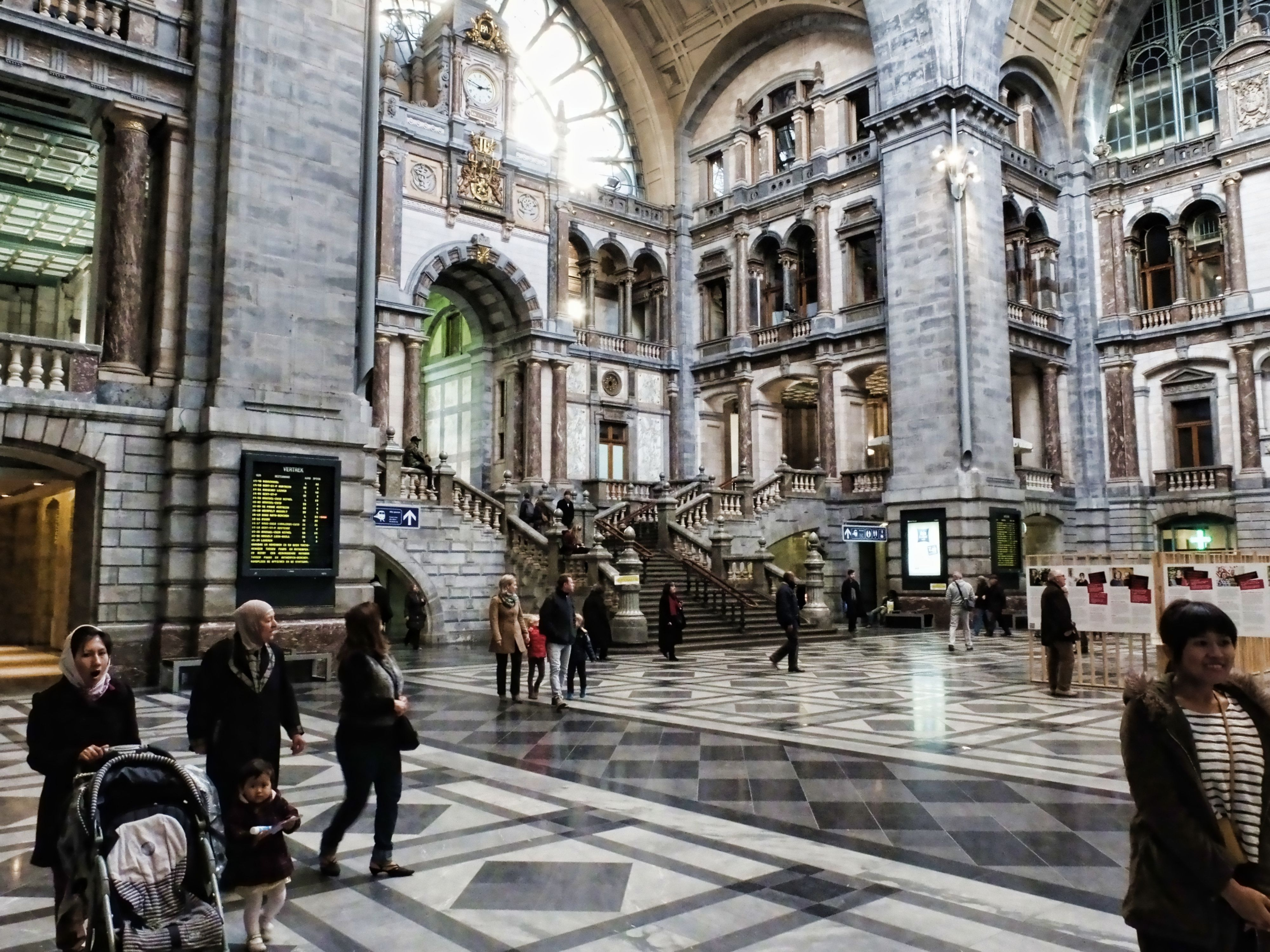
Westybul dworca kolejowego Antwerpia Centralna
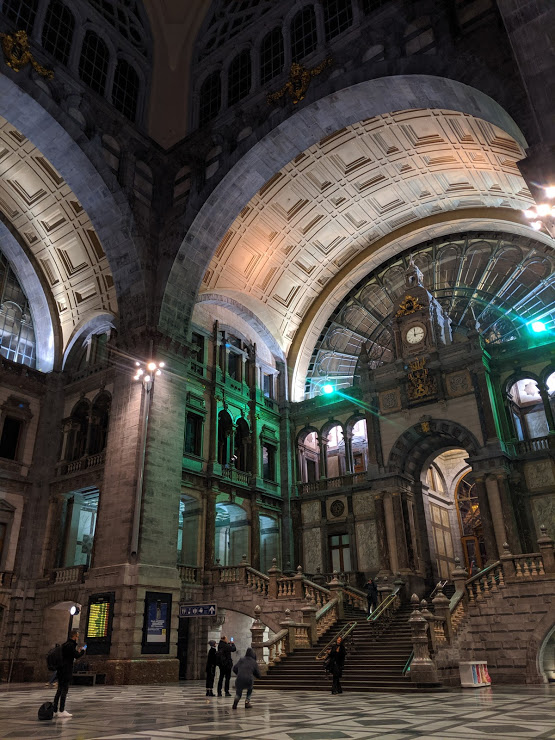
Westybul dworca Antwerpia Centralna nocą